# Cesare Alfieri di Sostegno
Pour les articles homonymes, voir Alfieri.
Cesare Giustiniano Enrico Giuseppe Maria Teobaldo Alfieri di Sostegno des comtes della Cassa (né à Turin, le 13 août 1799, mort à Florence, le 16 avril 1869) est un homme politique et un diplomate italien.

## Biographie
Cesare Alfieri est né de Carlo Emanuele et de Carlotta Duchi des comtes della Cassa, cousin de Vittorio Alfieri. Il commence sa carrière diplomatique en 1816 comme élève auprès du Secrétariat d’État, puis il est nommé à l'ambassade de Paris où son père est le représentant du royaume de Sardaigne.
Il travaille pour le Comte di Sales, auprès des ambassades de La Haye et de Berlin, du marquis Grimaldi au congrès d'Aix-la-Chapelle en 1818 puis du marquis San Marzano et de La Tour, aux congrès de Troppau (1820) et de Laybach (1821).
L'expérience ainsi acquise et son ingéniosité naturelle lui valent la nomination en tant que titulaire de la légation de Saint-Pétersbourg en janvier 1824 et pendant qu'il occupe cette charge, il ne manque pas de se démarquer, réussissant à conclure un contrat avec la Turquie.
En 1826, il rentre Turin pour se marier et rentrer au service de l'héritier au trône, Charles-Albert, comme premier écuyer. La disparition de Charles-Félix de Savoie et l'avènement au trône du prince de Carignan favorise son entrée dans la vie publique. Il occupe de nombreuses charges qui le mènent aux plus hautes fonction de l’État, il est successivement membre du Conseil d’État à peine constitué en 1838, président de l'Association agraire de Turin en 1842, magistrat pour la réforme des études, premier titulaire du nouveau ministère de l'Instruction publique en 1847, il participe au Statut albertin avec Luigi Des Ambrois et Giacinto Borelli, il devient sénateur du royaume le 3 avril 1848 et président du Conseil d'août à octobre 1848, vice-président du Sénat de 1848 à 1855 et président du Sénat du royaume de Sardaigne de 1855 à 1860.
La faculté des sciences politiques de l'université de Florence a donné son nom à la faculté, en l'honneur de son rôle en tant que diplomate.

## Distinctions
Cesare Alfieri a obtenu de nombreuses distinctions honorifiques
| : chevalier de la grande croix de l’ordre des Saints-Maurice-et-Lazare               |
| : chevalier de l'ordre suprême de la Très Sainte Annonciade                          |
| : chevalier de grand croix décoré du grand cordon de l'ordre de la Couronne d'Italie |
| : chevalier de IIIe classe de la grande croix de l'ordre de Sainte-Anne              |
| : chevalier de l'ordre impérial de Léopold                                           |